# Masamune-kun no Revenge
Masamune-kun no Revenge (政宗くんのリベンジ Masamune-kun no Ribenji, "Masamune báo thù") là một manga được viết bởi Takeoka Hazuki và được minh hoạ bởi Tiv. Manga được đăng bởi Ichijinsha và được sắp xếp theo tuần tự tạp chí Monthly Comic Rex ở Nhật Bản từ tháng 10 năm 2012 tới tháng 6 năm 2018 và bởi Seven Seas Entertainment tại Hoa Kì. Mùa đầu tiên của bản anime truyền hình chuyển thể được xưởng phim Silver Link sản xuất và lên sóng từ tháng 1 đến tháng 3 năm 2017. Mùa thứ hai của bộ anime được lên sóng vào tháng 7 năm 2023 sau khi bị hoãn chiếu vì COVID-19. 

## Cốt truyện
Tám năm trước, Hayase Masamune, một cậu bé hay bị bắt nạt vì mập ú và được bao bọc, mang trong mình một mối thù với cô bé mà cậu thích là Adagaki Aki, khi cô bé đã chê cười lời tỏ tình và đặt cho cậu biệt danh "Chân heo" hay "Chân giò". Cậu về quê, được ông nội rèn luyện, và trở lại thành phố với cái tên Makabe Masamune, nay là một anh chàng đẹp trai, khoẻ khoắn, học giỏi cùng với tính tình vui vẻ và cởi mở, rất thu hút các nữ sinh. Masamune nhận ra Aki học cùng trường, quyết tâm sẽ trả thù cô với "Kế hoạch Tử hoặc Tình", làm Aki phải lòng mình và sẽ "vứt bỏ cô với một trạng thái tuyệt nhất" để Aki đau khổ. Tuy nhiên người hầu cận của Aki là Koiwai Yoshino, lại biết được Aki là cậu bé "chân heo" của ngày xưa. Tưởng chừng như kế hoạch bại lộ, Masamune lại bất ngờ được Yoshino đề nghị giúp đỡ và bắt đầu "Kế hoạch Tử hoặc Tình".

## Nhân vật

### Nhân vật chính
Makabe Masamune (真壁 政宗)
Lồng tiếng bởi: Hanae Natsuki
Masamune là nhân vật chính trong series. Cậu là một anh chàng đẹp trai, nhưng lúc nhỏ cậu là đứa trẻ mũm mĩm bị đem ra làm trò đùa cho người khác. Trong tuổi thơ của cậu, cậu làm bạn với Aki nhưng bị từ chối một cách phũ phàng với tình cảm của cậu và bị đặt biệt danh là "Chân heo" (豚足 Tonsoku), dẫn đến việc cậu phải về quê, trải qua những lần ăn kiêng và luyện tập cùng ông. Lên cao trung, cậu đổi họ (từ Hayase thành Makabe) và quyết tâm trả thù Aki, lên kế hoạch làm Aki yêu cậu và cậu sẽ từ chối một cách tàn bạo - gọi là "Kế hoạch Dead or Love".
Adagaki Aki (安達垣 愛姫)
Lồng tiếng bởi: Ōhashi Ayaka 
Aki là một cô gái giàu có, xinh đẹp được biết đến về sự đối xử lạnh lùng tàn bạo với những chàng trai, vì thế cô có biệt danh là "Công chúa tàn bạo" (残虐姫 Zangyaku Hime). Tám năm trước, cô được cho là từ chối Masamune và đặt biệt hiệu cho cậu ta là "Chân heo", khiến cậu thay đổi và quyết tâm trả thù. Cô rất phàm ăn, bề ngoài toàn từ chối ăn cùng bạn bè nhưng thường hay ăn ở nhà kho sau trường sau khi người hầu Yoshino phải đi mua thức ăn trong bữa trưa cho cô kể cả khi cô đã ăn năm hoặc sáu suất. Cô nói rằng mập là một biểu hiện của sự giàu có, ngụ ý rằng người mũm mĩm là mẫu người đàn ông của cô, chính là Masamune lúc bé khi còn mập. Sau đó được tiết lộ rằng lòng căm ghét của Aki đối với những chàng trai là bởi vì người cô thích là Masamune khi bé đã đột nhiên biến mất khiến cô trở lại với sự cô đơn vì bố mẹ đã ly hôn. Cô nói rằng cô chưa bao giờ đặt biệt hiệu cho Masamune là "Chân heo" và không biết về nó.
Koiwai Yoshino (小岩井 吉乃)
Lồng tiếng bởi: Minase Inori 
Yoshino là hầu nữ luôn bên cạnh Aki từ bé và gia đình cô phục vụ nhà Adagaki đã 300 năm. Cô có vẻ là một cô gái vụng về, tuy vậy dưới vẻ vụng về và ngượng ngùng của cô thì cô là một người mưu mẹo, có thể lừa dối và tổn thương Aki mà không cần suy nghĩ. Không như Aki, Yoshino dễ dàng tăng cân khi ăn đồ ngọt. Sau đó được tiết lộ rằng Yoshino cải trang thành Aki 8 năm trước khi Aki bị ốm, từ chối Masamune và đặt biệt hiệu cho cậu là "Chân heo" bởi vì sự ghen tỵ tình cảm của Aki với cậu. Cô sau đó thấy sự suy sụp của Aki khi Masamune biến mất nên hối hận vì điều đó và cố gắng tác hợp lại Masamune với Aki, như là trả lại những gì cô đã làm khi ấy.
Fujinomiya Neko (藤ノ宮 寧子)
Lồng tiếng bởi: Mimori Suzuko
Neko là một cô gái đáng yêu, vui tính, giàu có, người mới chuyển trường sau khi Masamune "giúp cô" và yêu cậu. Cô có một thân hình mảnh mai, phụ thuộc vào thuốc mặc dù cô hay làm trò đùa với nó. Bởi vì sở thích của cô là không mặc đồ lót, Aki và Yoshino đặt biệt hiệu cho cô là "con mèo không mặc đồ lót". Sau khi Masamune từ chối cô, tình trạng của cô trở nên tồi tệ và cô bước vào một cuộc phẫu thuật nước ngoài, và sau đó trở lại với một tình trạng sức khỏe tốt hơn.
Futaba Tae (双葉 妙)
Lồng tiếng bởi: Tadokoro Azusa 
Lớp trưởng của lớp Masamune nhập học, rất thích BL và từng tỏ tình Masamune đầu truyện, nhưng bị từ chối.
Shuri Kojūrō (朱里 小十郎)
Lồng tiếng bởi: Hayami Saori 
Bạn thân cùng lớp với Masamune, một chàng trai có ngoại hình nhỏ nhắn như con gái. Cậu thích thầm Neko.
Gasō Kanetsugu (雅宗 兼次)
Lồng tiếng bởi: Saiga Mitsuki
Một "cậu bé" mũm mĩm được cho là "Masamune" mà Aki nghĩ vậy. Thực ra cô là "con gái nhưng cải trang thành con trai" một đại gia đình đang trên bờ vực phá sản, cậu tiếp cận Aki với danh nghĩa là Masamune, nhằm lợi dụng và kết hôn với cô để cứu gia đình lẫn em gái đang nằm trong viện.

### Gia đình của Masamune
Hayase Kinue (早瀬 絹江)
Lồng tiếng bởi: Ogura Yui
Mẹ của Masamune, có hành động và ngoại hình giống như một đứa trẻ, rất quan tâm và lo lắng cho cậu. Masamune hay gọi cô là "Loli bà bà" (ロリババア Roribabaa).
Hayase Chinatsu (早瀬 千夏)
Lồng tiếng bởi: Ōgame Asuka
Em gái của Masamune. Khác với anh trai, cô thích ăn vặt và hay mỉa mai anh của mình.

### Các nhân vật khác
Sonoka Kaneko (金子 園香)
Lồng tiếng bởi: Ise Mariya
Một trong những người đi theo Aki. Con của phó hiệu trưởng của trường.
Kiba Kikune (木場 菊音)
Lồng tiếng bởi: Ito Kanae
Một trong những người đi theo Aki, mặc quần thể thao ngắn dưới váy. Cô trở thành người đi theo Aki sau khi cô từ chối một cách tàn bạo một học sinh khóa trên.
Mizuno Mari (水野 鞠)
Lồng tiếng bởi: Sato Satomi
Một trong những người đi theo Aki, hay đeo kính.
Muriel Besson (ミュリエル・ベッソン, Myurieru Besson)
Lồng tiếng bởi: Miku Itō
Một nữ sinh viên trẻ người Pháp rất quan tâm đến văn hóa Nhật Bản (đặc biệt là manga) và rất thành thạo tiếng Nhật. Cô ấy sử dụng Masamune làm hình mẫu cho nam chính của mình và Aki làm nữ chính trong tác phẩm manga.
Frank Besson (フランク・ベッソン, Furanku Besson)
Lồng tiếng bởi: Yasuyuki Kase
Anh trai của Muriel, đồng thời là ông chủ của Milieu. Anh rất thích chiều chuộng em gái của mình chả hạn như đe dọa Masamune làm mẫu cho nhân vật manga cho Muriel.

## Truyền thông

### Manga
Tác giả Takeoka Hazuki và nữ họa sĩ Hàn Quốc Tiv bắt đầu đăng manga vào tháng 12 năm 2012 và được phát hành ở tạp chí Monthly Comic Rex, ở mục shōnen manga của Ichijinsha vào ngày 27 tháng 10 năm 2012. 8 tập được phát hành theo ngày.
Một bộ ngoại truyện với tiêu đề Masamune-kun no Ri-nantoka??? (政宗くんのリ○○○（なんとか))được vẽ bởi Yūki Shinichi và được đăng trên Gekkan ComicREX được xuất bản vào tháng 11 năm 2016.
Nhà xuất bản Bắc Mĩ Seven Seas Entertainment đã thông báo sự cho phép về series vào ngày 4/9 năm 2015.

#### Tập truyện
| #  | Ngày phát hành Tiếng Nhật | ISBN Tiếng Nhật   |
| -- | ------------------------- | ----------------- |
| 1  | 27 tháng 4 năm 2013       | 978-4-7580-6372-2 |
| 2  | 27 tháng 7 năm 2013       | 978-4-7580-6403-3 |
| 3  | 27 tháng 3 năm 2014       | 978-4-7580-6432-3 |
| 4  | 27 tháng 9 năm 2014       | 978-4-7580-6471-2 |
| 5  | 27 tháng 4 năm 2015       | 978-4-7580-6497-2 |
| 6  | 27 tháng 11 năm 2015      | 978-4-7580-6552-8 |
| 7  | 27 tháng 6 năm 2016       | 978-4-7580-6590-0 |
| 8  | 27 tháng 1 năm 2017       | 978-4-7580-6641-9 |
| 9  | 5 tháng 2 năm 2018        | 978-4-7580-6706-5 |
| 10 | 27 tháng 7 năm 2018       | 978-4-7580-6730-0 |
| 11 | 26 tháng 4 năm 2019       | 978-4-7580-6799-7 |

### Light novel
Một bản light novel bởi Takeoka Hazuki, được vẽ bởi Tiv, được đăng bởi Ichijinsha với một tập được phát hành vào ngày 20 tháng 12 năm 2013.
| # | Ngày phát hành Tiếng Nhật | ISBN Tiếng Nhật   |
| - | ------------------------- | ----------------- |
| 1 | 20 tháng 12 năm 2013      | 978-4-7580-4509-4 |

### Anime
Vào ngày 23/6 năm 2016, nhà xuất bản Ichijinsha thông báo series sẽ được chuyển thể sang anime. Bộ anime được sản xuất bởi Silver Link và đạo diễn bởi Minato Mirai, với Yokote Michiko và Shimoyama Kento viết lời thoại, và Sawairi Yuki thiết kế nhân vật. Kameyama Toshiki là đạo diễn âm thanh trong khi Lantis là người sản xuất âm nhạc. Nhạc nền mở đầu phim được biểu diễn bởi Ohashi Ayaka trong khi nhạc nền kết phim được biểu diễn bởi ChouCho. Series được lên vào ngày 5/1 năm 2017, và được quảng bá trên Tokyo MX, AT-X và BS Fuji. Funimation và có giấy phép phát hành series ở Bắc Mĩ. Anime sẽ phát trong 12 tập cùng với 6 tập ở BD/DVD.
Vào ngày 2 tháng 4 năm 2022, mùa thứ hai của loạt anime truyền hình chuyển thể có tựa đề Masamune-kun no Revenge R đã được công bố. Bộ phim đã được dự kiến lên sóng vào tháng 4 năm 2023 nhưng sau đó đã bị hoãn chiếu về tháng 7 do ảnh hưởng từ đại dịch COVID-19 vào quá trình sản xuất. Bài hát mở đầu là "Please, please!" trình bày bởi Ōhashi Ayaka. Medialink cấp phép cho bộ phim ở các khu vực Nam Á và Đông Nam Á, bộ phim cũng được chiếu trên kênh YouTube Ani-One Asia.
| STT | Tiêu đề                                                                                          | Ngày phát sóng ban đầu |
| --- | ------------------------------------------------------------------------------------------------ | ---------------------- |
| 1   | "Chàng trai bị gọi là chân heo" "Tonsoku to yobareta otoko" (豚足と呼ばれた男)                   | 5 tháng 1 năm 2017     |
| 2   | "Lọ Lem không cười" "Shinderera wa warawanai" (シンデレラは笑わない)                             | 12 tháng 1 năm 2017    |
| 3   | "Magic Show của Yoshino" "Yoshino no majikku shō" (吉乃のマジックショー)                         | 19 tháng 1 năm 2017    |
| 4   | "Nguy cơ ngay lúc này" "Ima soko ni aru kiki" (今そこにある危機)                                 | 26 tháng 1 năm 2017    |
| 5   | "Mysterious Cat" "Misuteriasu kyatto" (ミステリアス・キャット)                                   | 2 tháng 2 năm 2017     |
| 6   | "Đột kích! Trận chiến thăm hỏi tại nhà" "Totsugeki! Otaku hōmon-sen" (突撃！お宅訪問戦)          | 9 tháng 2 năm 2017     |
| 7   | "Sự kiện ở đảo Tsunade" "Tsunade-jima jiken" (綱手島事件)                                        | 16 tháng 2 năm 2017    |
| 8   | "Không phải cậu" "Kimi janainda" (君じゃないんだ)                                                | 23 tháng 2 năm 2017    |
| 9   | "Gọi là yêu hay là tình" "Ai tomo koi tomo iukeredo" (愛とも恋ともいうけれど)                    | 2 tháng 3 năm 2017     |
| 10  | "Học kỳ mới của sự nghi hoặc" "Giwaku no shin gakki" (疑惑の新学期)                              | 9 tháng 3 năm 2017     |
| 11  | "Công chúa Bạch Tuyết của lễ hội (trường) Yasaka" "Yasaka sai no shirayukihime" (八坂祭の白雪姫) | 16 tháng 3 năm 2017    |
| 12  | "Dù có chết cũng không buông mic" "Shindemo maiku o tebanasu na" (死んでもマイクを手放すな)      | 23 tháng 3 năm 2017    |
| OVA | "Dành riêng cho Mama nhà chúng ta" "Uchi no Mama ni kagitte" (うちのママにかぎって)              | 27 tháng 7, 2018       |